# یونان مرکزی
یونان مرکزی (به یونانی: Περιφέρεια Στερεάς Ελλάδας) یکی از سیزده استان یونان است. این استان در نیمهٔ شرقی منطقهٔ یونان مرکزی قرار دارد و از شمال به استان‌های آتیک و پلوپونز، از شرق به استان یونان غربی و از جنوب به استان‌های تسالی و اپیروس محدود می‌شود. این استان یکی از کوهستانی‌ترین مناطق یونان است.

## مدیریت
استان یونان مرکزی در اصلاحات مدیریتی سال ۱۹۸۷ تأسیس شد. با اجرای طرح کالیکراتیس، قدرت و اقتدار این استان افزایش یافت. این استان به همراه استان تسالی، توسط هیئت تمرکززدایی تسالی و یونان یک‌پارچه که مقر آن در لاریسا است نظارت می‌شود. مرکز این ناحیه در لاریسا قرار دارد و به ۵ واحد (شهرستان، تا قبل از اجرای کالیکراتیس) بئوسیا، اوبه‌آ، اوریتانیا، فوکیس و فتیوتیس تقسیم می‌شود که خود به ۲۵ بخش بازتقسیم می‌شوند.
استاندار یونان مرکزی از ۱ ژانویه ۲۰۱۱، کلئارخوس پرگانتاس است که در انتخابات شورای محلی نوامبر ۲۰۱۱ از حزب دموکراسی نوین برگزیده شد.